# Saint-Omer-Capelle
Ne pas confondre avec Saint-Omer, une autre ville du Pas-de-Calais.
Saint-Omer-Capelle (St-Omaarskapel en flamand) est une commune française située dans le département du Pas-de-Calais en région Hauts-de-France. Ses habitants sont appelés les Capellois. La commune est membre de la communauté de communes de la Région d'Audruicq.

## Géographie

### Localisation
Localisée dans le nord de la France, dans le nord du département du Pas-de-Calais, Saint-Omer-Capelle est une commune bordée au sud par le canal de Calais et située, à vol d'oiseau, à 17 km à l'est de Calais  (chef-lieu d'arrondissement) et à 18 km à l'ouest de Dunkerque (aire d'attraction). C'est une commune arrière-littorale située à 7 km des plages de la mer du Nord, comme Oye-Plage.
Le territoire de la commune est limitrophe de ceux de quatre communes.
Les communes limitrophes sont Oye-Plage, Audruicq, Saint-Folquin et Vieille-Église.

### Géologie et relief
La superficie de la commune est de 10,69 km2 ; son altitude varie de 1  à   5 m.

### Hydrographie
La commune, marécageuse, située dans le bassin Artois-Picardie, est, selon le Service d'administration nationale des données et référentiels sur l'eau (Sandre), drainée par neuf cours d'eau :
- le canal de Calais, d'une longueur de 32,51 km, qui prend sa source dans la commune de Saint-Pierre-Brouck, dans le département du Nord, et se jette dans la Manche au niveau de la commune de Calais[4] ;
- le rivière d'Oye, d'une longueur de 13,52 km qui prend sa source dans la commune de Marck et se jette dans l'Aa canalisée au niveau de la commune de Gravelines[5] ;
- le Watergang du nord, d'une longueur de 10,37 km qui prend sa source dans la commune et se jette dans le watergang du bandick au niveau de la commune de Oye-Plage[6] ;
- le Grand Drack, d'une longueur de 7,22 km qui prend sa source dans la commune de Vieille-Église et se jette dans la rivière d'Oye au niveau de la commune de Gravelines[7] ;
- le Petit Drack, d'une longueur de 5,68 km qui prend sa source dans la commune de Vieille-Église et se jette dans la rivière d'Oye au niveau de la commune[8] ;
- le drack de Saint-Omer-Capelle, d'une longueur de 4,8 km qui prend sa source dans la commune de Vieille-Église et se jette dans le canal de Calais au niveau de la commune d'Audruicq[9] ;
- le watergang du hallingue, d'une longueur de 2,28 km qui prend sa source dans la commune et se jette dans le grand Drack au niveau de la commune de Saint-Folquin[10] ;
- le watergang du nord, d'une longueur de 1,82 km qui prend sa source dans la commune et termine sa course au niveau de la commune de Saint-Folquin[11] ;
- et un cours d'eau au toponyme hydrographique inconnu[12].

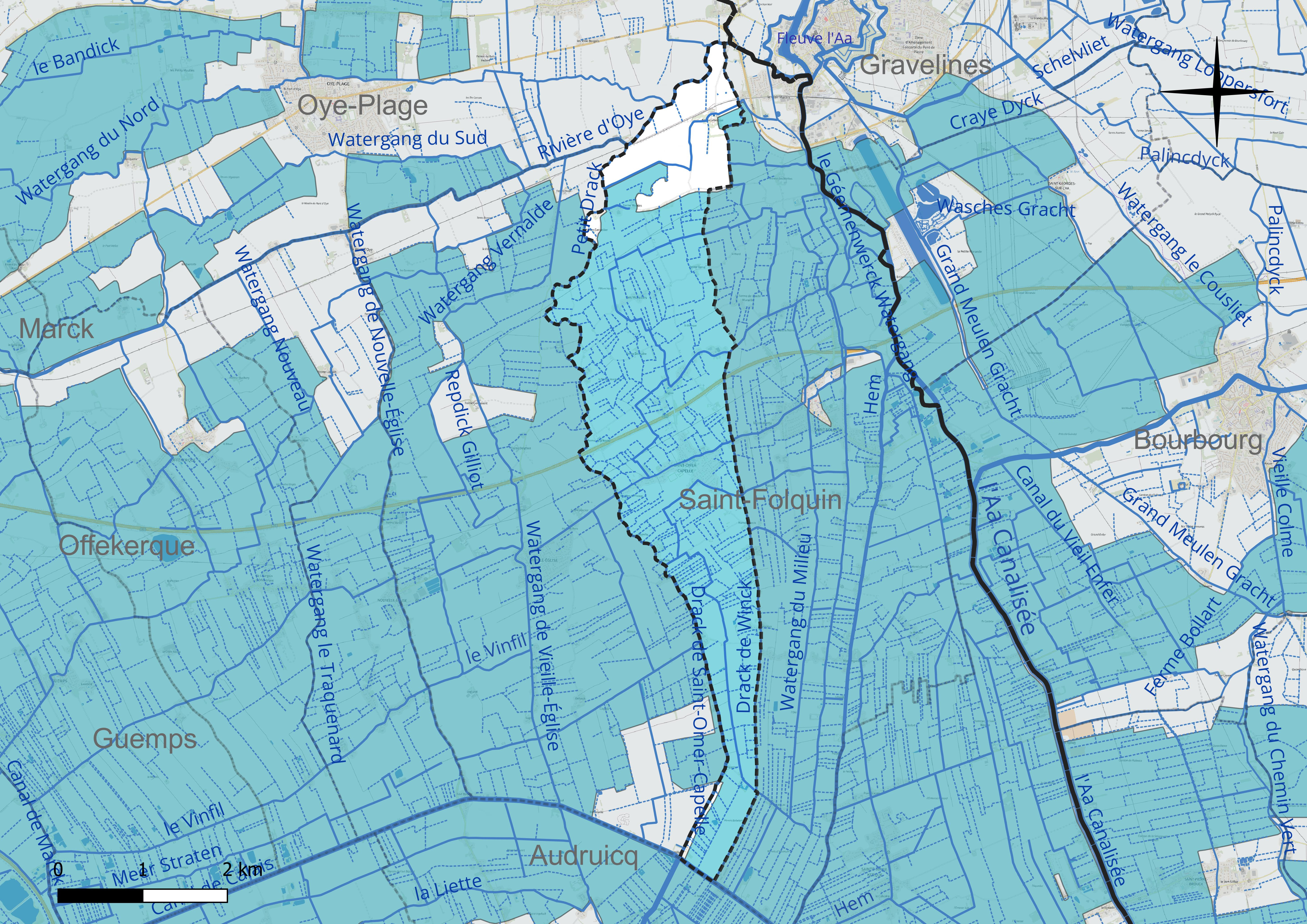
Réseau hydrographique de Saint-Omer-Capelle[Note 1].
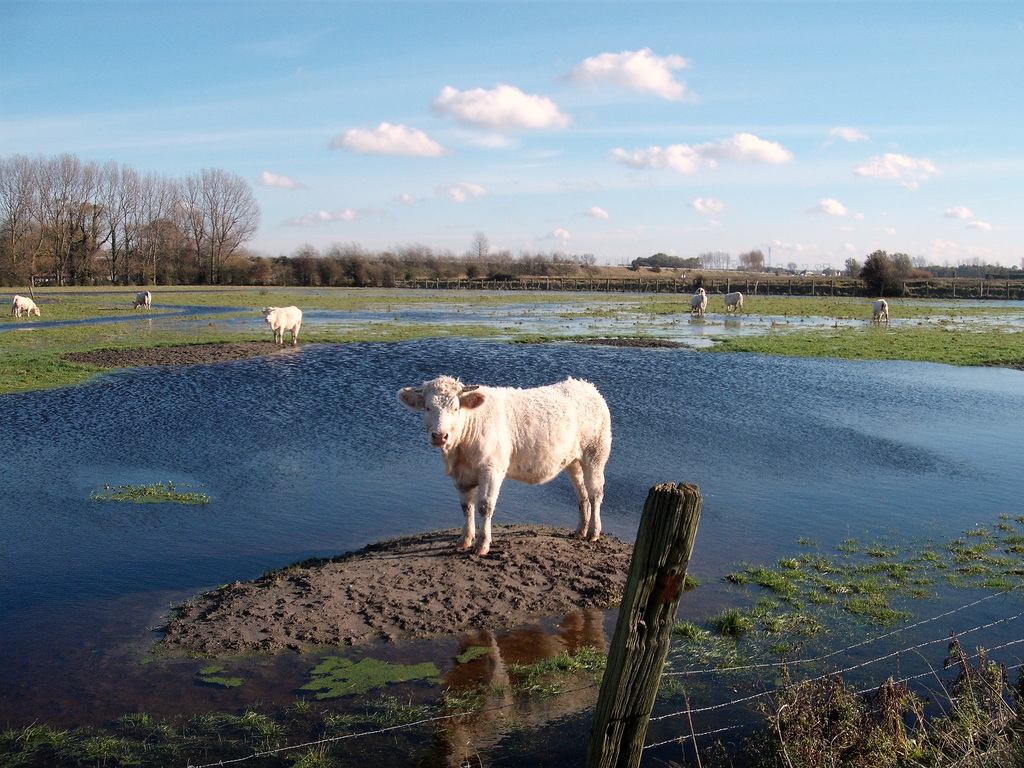
Pré inondé, près de Grand-Fort-Philippe.

### Climat
Pour des articles plus généraux, voir Climat des Hauts-de-France et Climat du Nord-Pas-de-Calais.
En 2010, le climat de la commune est de type climat océanique altéré, selon une étude du Centre national de la recherche scientifique (CNRS) s'appuyant sur une série de données couvrant la période 1971-2000. En 2020, Météo-France publie une typologie des climats de la France métropolitaine dans laquelle la commune est exposée à un climat océanique et est dans la région climatique Côtes de la Manche orientale, caractérisée par un faible ensoleillement (1 550 h/an) ; forte humidité de l’air (plus de 20 h/jour avec humidité relative > 80 % en hiver), vents forts fréquents.
Pour la période 1971-2000, la température annuelle moyenne est de 10,8 °C, avec une amplitude thermique annuelle de 13,5 °C. Le cumul annuel moyen de précipitations est de 725 mm, avec 12 jours de précipitations en janvier et 7,8 jours en juillet. Pour la période 1991-2020, la température moyenne annuelle observée sur la station météorologique la plus proche, située sur la commune de Marck à 11 km à vol d'oiseau, est de 11,0 °C et le cumul annuel moyen de précipitations est de 737,1 mm,. Pour l'avenir, les paramètres climatiques de la commune estimés pour 2050 selon différents scénarios d'émission de gaz à effet de serre sont consultables sur un site dédié publié par Météo-France en novembre 2022.

### Paysages
Pour un article plus général, voir Paysage en France.
La commune s'inscrit dans les « paysages des dunes de la mer du Nord » tels qu’ils sont définis dans l’atlas de paysages de la région Nord-Pas-de-Calais, conçu par la direction régionale de l'Environnement, de l'Aménagement et du Logement (DREAL),.
Ces paysages concernent 23 communes du Nord et du Pas-de-Calais avec trois pôles d’attraction que sont Calais à l'ouest et Dunkerque à l’est et, dans une moindre mesure, Gravelines au centre où se trouve le delta du fleuve côtier l’Aa. On y distingue trois parallèles : la frange côtière avec son cordon dunaire ; l'ancienne route nationale 1 et l'Autoroute A16.
Ces paysages sont composés d’un cordon dunaire de 60 km typique des paysages nordiques et que l’on retrouve aux Pays-Bas et en Belgique. Ce cordon littoral datant du VIIIe siècle s’est constitué durant la dernière transgression marine et joue un rôle de digue en protégeant la plaine maritime de l’invasion de la mer. Sa taille n’excède pas, en largeur, quelques centaines de mètres et, en hauteur, une dizaine de mètres.
Une particularité de ces paysages est la présence de moëre (marais en flamand), point le plus bas du territoire français, avec une altitude de - 4 m. leur assèchement est entrepris dès 1619 par 23 moulins à vent qui vont pomper l’eau et l’acheminer vers la mer par des watringues. Ces polders, terres gagnées sur la mer,  ainsi constitués sont les plus anciens de l’Europe du Nord.
Les cultures ne représentent que 35 % de ces paysages des dunes de la mer du Nord.
Concernant l'activité humaine, à l’ouest de ces paysages se trouve : la région de Calais, avec le tunnel sous la Manche et l'activité portuaire de Calais tournée vers l’Angleterre ; à l’est, la zone urbaine de Dunkerque et ses installations portuaires et, au centre, la zone de Gravelines avec son port de plaisance et sa centrale nucléaire.
Sur le plan de la biodiversité, on y observe de nombreux déplacements d’oiseaux marins, côtiers ou terrestres ainsi que des phoques veau-marin installés sur les bancs de sable.

### Milieux naturels et biodiversité

#### Zones naturelles d'intérêt écologique, faunistique et floristique
L’inventaire des zones naturelles d'intérêt écologique, faunistique et floristique (ZNIEFF) a pour objectif de réaliser une couverture des zones les plus intéressantes sur le plan écologique, essentiellement dans la perspective d’améliorer la connaissance du patrimoine naturel national et de fournir aux différents décideurs un outil d’aide à la prise en compte de l’environnement dans l’aménagement du territoire.
Le territoire communal comprend une ZNIEFF de type 1 : les reliques de marais maritimes entre Audruicq, Bourbourg et St-Folquin, d’une superficie de 99 hectares et d'une altitude variant de 1  à   6 mètres. ce site s’inscrit au sein d’un complexe de polders comportant un important réseau de fossés, de cours d’eau et de cultures.
et une ZNIEFF de type 2 : la plaine maritime flamande entre Watten, Loon-Plage et Oye-Plage, d’une superficie de 19 150 hectares et d'une altitude variant de 0  à   8 mètres. La plaine maritime flamande est composé d’habitats naturels, semi-naturels et artificiels qui ont conservé une réelle valeur biologique, tant floristique que faunistique.

#### Espèces faunistiques et floristiques
L’Inventaire national du patrimoine naturel (INPN) recense plusieurs espèces faunistiques et floristiques sur le territoire de la commune dont certaines sont protégées et d’autres menacées et quasi-menacées.

## Urbanisme

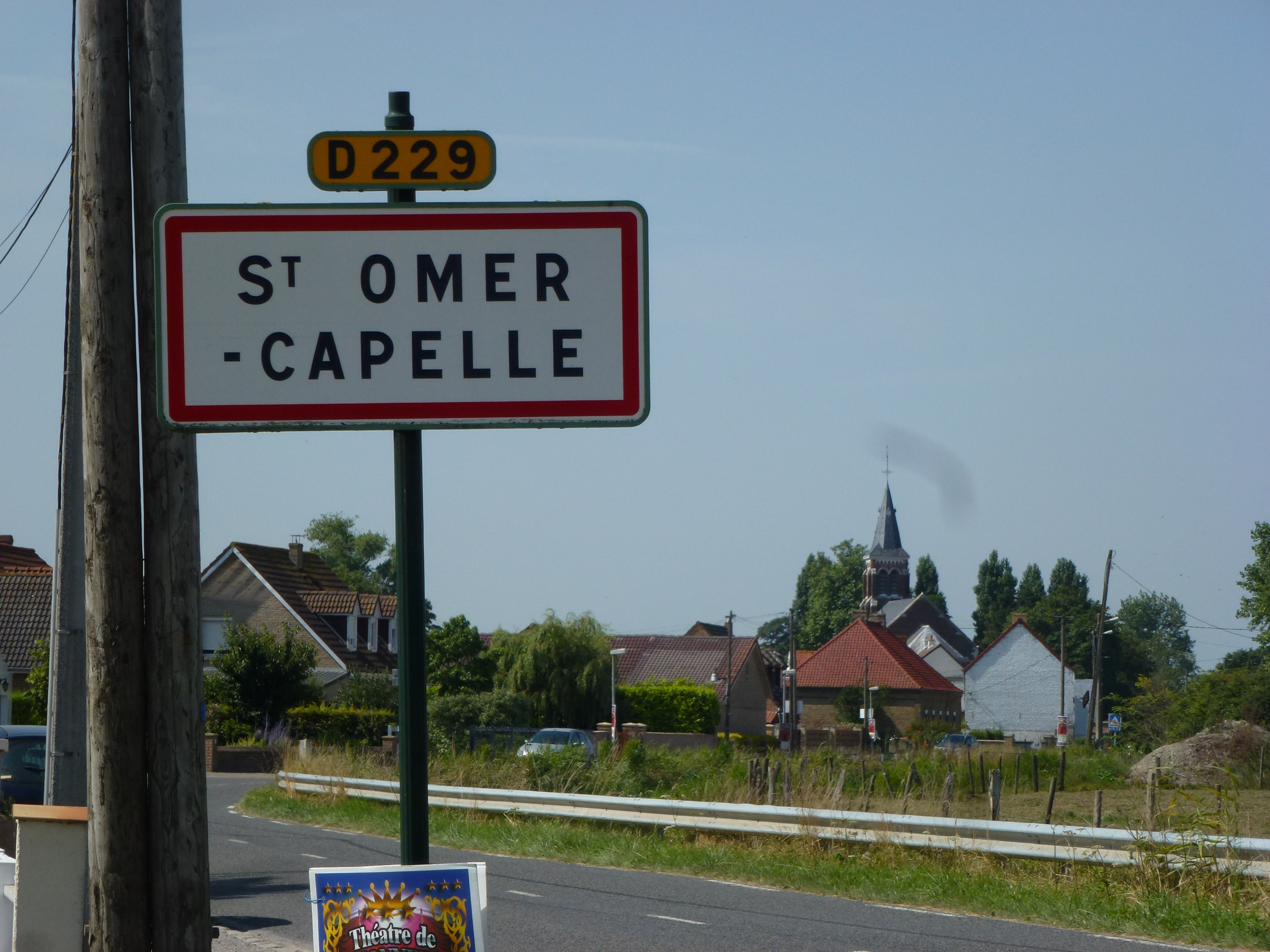

### Typologie
Au 1er janvier 2024, Saint-Omer-Capelle est catégorisée commune rurale à habitat dispersé, selon la nouvelle grille communale de densité à sept niveaux définie par l'Insee en 2022.
Elle appartient à l'unité urbaine de Saint-Folquin, une agglomération intra-départementale regroupant deux  communes, dont elle est une commune de la banlieue,,. Par ailleurs la commune fait partie de l'aire d'attraction de Dunkerque, dont elle est une commune de la couronne,. Cette aire, qui regroupe 66 communes, est catégorisée dans les aires de 200 000 à moins de 700 000 habitants,.

### Occupation des sols
L'occupation des sols de la commune, telle qu'elle ressort de la base de données européenne d’occupation biophysique des sols Corine Land Cover (CLC), est marquée par l'importance des territoires agricoles (96,7 % en 2018), en diminution par rapport à 1990 (99,9 %). La répartition détaillée en 2018 est la suivante : 
terres arables (96,6 %), zones urbanisées (3,3 %), prairies (0,1 %). L'évolution de l’occupation des sols de la commune et de ses infrastructures peut être observée sur les différentes représentations cartographiques du territoire : la carte de Cassini (XVIIIe siècle), la carte d'état-major (1820-1866) et les cartes ou photos aériennes de l'IGN pour la période actuelle (1950 à aujourd'hui).

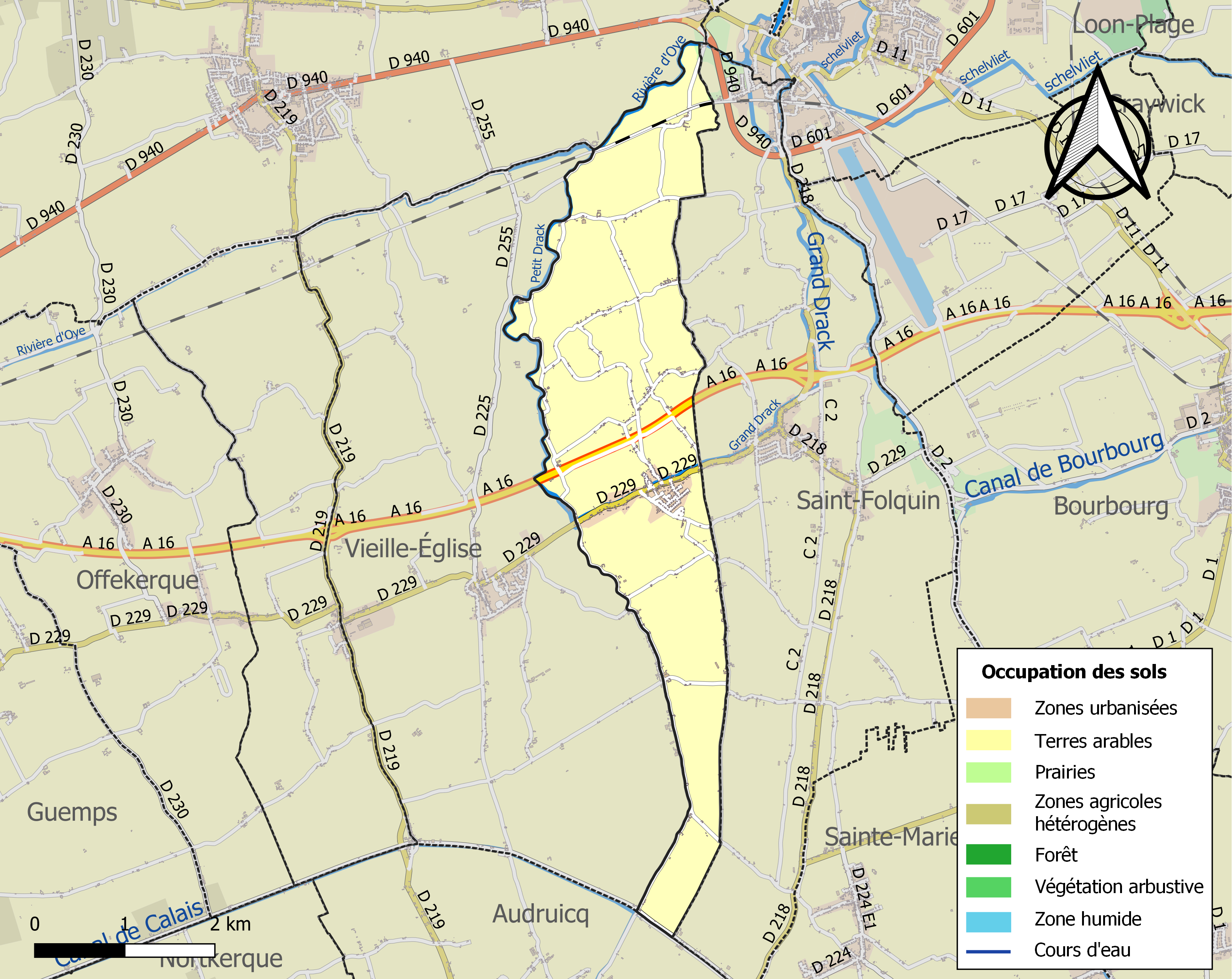
Carte des infrastructures et de l'occupation des sols de la commune en 2018 (CLC).

### Voies de communication et transports
La commune est aisément accessible depuis l'autoroute A16 reliant Dunkerque à Calais.
La gare de Calais - Fréthun est à 20 minutes de voiture.

## Toponymie
Le nom de la localité est attesté sous les formes :Sancti Audomari Kerka en 1139 ; Capella Sancti Audomari en 1228 ; Sancti Audomari Ecclesia ; Saint-Omer-Église en Langle en 1296 ; Saint-Omer-Glise en 1333 ; Sti Audomali ecclesia in Angulo vers 1512 ; Église-Saint-Omer en 1559 ;  Saint-Omaers-Kercke en 1586 ; Capelle-Église de 1663 à 1672 ; Saint-Omer-Église dit Chapelle au XVIIe siècle ; La Barrière en 1793, pendant la Révolution française ; Saint Omer Capelle en 1793 et Saint-Omer-Capelle depuis 1801.
Saint-Omer est un hagiotoponyme qui fait référence à Audomar de Thérouanne, saint sous lequel est placé le vocable de l'église.
Du picard capelle (« chapelle »).
Toponyme composé de Saint-Omer et de capelle, littéralement « lieu d’une chapelle vouée à saint Omer ».
St-Omaarskapel en flamand.

## Histoire
Saint-Omer-Capelle faisait autrefois partie du Pays de Langle qui comprenait quatre communes : Saint-Folquin, Sainte-Marie-Kerque, l'actuel hameau de Saint-Nicolas, (Bourbourg) et Saint-Omer-Capelle. Le nom de Pays de l'Angle venait du fait qu'il se trouvait dans une langue de terre formée par le confluent de trois rivières : l'Aa, la Hem et le Mardyck.
Le Pays de l'Angle relevait de la châtellenie de Bourbourg du XIe siècle au milieu du XIIIe siècle date à laquelle il fut érigé en châtellenie autonome.
Le 3 avril 1593, est rendue une sentence de noblesse pour Antoine de Wallechey, seigneur de Lestrade ou Lescarde, échevin de Saint-Omer. Il a épousé Agnès de Bersacques, fille de Nicaise, héritière de la seigneurie d'Arquingouct, (sur Leulinghem). Il a pour armes « D’argent à la bande de sable chargée de trois lions d’argent ».
Le flamand était encore parlé jusqu'au XIXe siècle.
Saint-Omer-Capelle était le siège d'une seigneurie, dite de l'Escarde ou Lescarde ou Lestrade, détenue par la famille de Wallechey du XVIe au XVIIIe siècle.

### Circonscriptions d'Ancien Régime
Selon l'historien français Auguste de Loisne : « Saint-Omer-Capelle, paroisse du Pays de Langle, dont elle suivait la coutume, faisait partie du bailliage de Saint-Omer en 1789. Son église paroissiale, d'abord diocèse de Thérouanne, doyenné de Marck. puis diocèse de Saint-Omer, doyenné d'Audruicq, était consacrée à saint Omer ; le chapitre de Saint-Omer présentait à la cure. »

### Première Guerre mondiale
Pendant la première guerre mondiale, Saint-Omer-Capelle dépend du commandement d'étapes (élément de l'armée organisant le stationnement de troupes, comprenant souvent des chevaux, pendant un temps plus ou moins long, sur les communes dépendant du commandement d'étapes , en arrière du front), ayant son siège à Nouvelle-Église. Le 1er décembre 1917, le commandement d'étapes est transféré à Saint-Folquin, dont relève dès lors la commune.
Le 3 juillet 1917, la présence de soldats sur la commune a évité à celle-ci un drame : une compagnie du génie a contribué à la lutte contre un incendie dans une ferme; le feu a duré trois heures en pleine après-midi et a consumé 5 tonnes de paille.
Le 26 janvier 1918, deux gendarmes du poste de Saint-Folquin, ont poursuivi pendant trois heures sur les territoires des communes de Saint-Folquin, Saint-Omer-Capelle et Vieille-Église un belge réfractaire à la loi militaire. Pris par les gendarmes, il a été conduit à Bourbourg pour être remis à l'autorité militaire belge.

## Politique et administration

### Découpage territorial
La commune se trouvait depuis 1801 dans l'arrondissement de Saint-Omer du département du Pas-de-Calais. Par arrêté préfectoral du 20 décembre 2016, la commune en est détachée le 1er janvier 2017 pour intégrer l'arrondissement de Calais,.

#### Commune et intercommunalités
La commune est membre de la communauté de communes de la Région d'Audruicq qui regroupe 15 communes et totalise 28 077 habitants en 2021, elle est créée fin 1993 et succède à un Syndicat intercommunal à vocation multiple (SIVOM) constitué en 1971.

#### Circonscriptions administratives
La commune faisait partie depuis 1801 du canton d'Audruicq. Dans le cadre du redécoupage cantonal de 2014 en France, la commune est désormais intégrée au canton de Marck.

#### Circonscriptions électorales
Pour l'élection des députés, La commune fait partie depuis 1986 de la septième circonscription du Pas-de-Calais.

### Élections municipales et communautaires

#### Liste des maires
| Période                                  | Période                    | Identité             | Étiquette | Qualité                                            |
| ---------------------------------------- | -------------------------- | -------------------- | --------- | -------------------------------------------------- |
| Les données manquantes sont à compléter. |                            |                      |           |                                                    |
| 1935                                     |                            | Marcel Lheureux      | RG        |                                                    |
| 1953                                     |                            | André Lheureux       |           | Agriculteur, maire honoraire                       |
| juin 1995                                | juillet 2017               | M. Claude Bocquelet, |           | Vice-président de la CCRA (2014 → ) Démissionnaire |
| juillet 2017                             | En cours (au 5 avril 2022) | Béatrice Boulanger   |           | Agricultrice, Réélu pour le mandat 2020-2026,      |

## Population et société

### Démographie
Les habitants sont appelés les Capellois.

#### Évolution démographique
L'évolution du nombre d'habitants est connue à travers les recensements de la population effectués dans la commune depuis 1793. Pour les communes de moins de 10 000 habitants, une enquête de recensement portant sur toute la population est réalisée tous les cinq ans, les populations de référence des années intermédiaires étant quant à elles estimées par interpolation ou extrapolation. Pour la commune, le premier recensement exhaustif entrant dans le cadre du nouveau dispositif a été réalisé en 2004.

En 2022, la commune comptait 1 100 habitants, en évolution de +1,38 % par rapport à 2016 (Pas-de-Calais : −0,72 %, France hors Mayotte : +2,11 %).
| 1793 | 1800 | 1806 | 1821 | 1831 | 1836 | 1841 | 1846 | 1851 |
| ---- | ---- | ---- | ---- | ---- | ---- | ---- | ---- | ---- |
| 538  | 467  | 508  | 543  | 517  | 551  | 670  | 635  | 658  |

| 1856 | 1861 | 1866 | 1872 | 1876 | 1881 | 1886 | 1891 | 1896 |
| ---- | ---- | ---- | ---- | ---- | ---- | ---- | ---- | ---- |
| 658  | 642  | 687  | 720  | 726  | 652  | 660  | 676  | 683  |

| 1901 | 1906 | 1911 | 1921 | 1926 | 1931 | 1936 | 1946 | 1954 |
| ---- | ---- | ---- | ---- | ---- | ---- | ---- | ---- | ---- |
| 762  | 805  | 739  | 688  | 629  | 652  | 643  | 600  | 613  |

| 1962 | 1968 | 1975 | 1982 | 1990 | 1999 | 2004 | 2006 | 2009  |
| ---- | ---- | ---- | ---- | ---- | ---- | ---- | ---- | ----- |
| 586  | 538  | 528  | 698  | 757  | 835  | 920  | 979  | 1 091 |

| 2014  | 2019  | 2022  | - | - | - | - | - | - |
| ----- | ----- | ----- | - | - | - | - | - | - |
| 1 088 | 1 115 | 1 100 | - | - | - | - | - | - |

#### Pyramide des âges
En 2018, le taux de personnes d'un âge inférieur à 30 ans s'élève à 40,4 %, soit au-dessus de la moyenne départementale (36,7 %). À l'inverse, le taux de personnes d'âge supérieur à 60 ans est de 17,2 % la même année, alors qu'il est de 24,9 % au niveau départemental.
En 2018, la commune comptait 546 hommes pour 559 femmes, soit un taux de 50,59 % de femmes, légèrement inférieur au taux départemental (51,50 %).
Les pyramides des âges de la commune et du département s'établissent comme suit.
| Hommes | Classe d’âge | Femmes |
| ------ | ------------ | ------ |
| 0,0    | 90 ou +      | 1,1    |
| 2,9    | 75-89 ans    | 3,4    |
| 13,6   | 60-74 ans    | 13,5   |
| 22,1   | 45-59 ans    | 21,5   |
| 20,5   | 30-44 ans    | 20,7   |
| 16,5   | 15-29 ans    | 17,4   |
| 24,3   | 0-14 ans     | 22,5   |

| Hommes | Classe d’âge | Femmes |
| ------ | ------------ | ------ |
| 0,5    | 90 ou +      | 1,6    |
| 5,6    | 75-89 ans    | 8,9    |
| 16,7   | 60-74 ans    | 18,1   |
| 20,2   | 45-59 ans    | 19,2   |
| 18,9   | 30-44 ans    | 18,1   |
| 18,2   | 15-29 ans    | 16,2   |
| 19,9   | 0-14 ans     | 17,9   |

## Culture locale et patrimoine

### Lieux et monuments
- L'église Saint-Omer de 1879. Dans l'église, une statue de la Trinité est classée au titre d'objet aux monument historique[50].
- Le monument aux morts, commémorant les guerres de 1870, de 1914-1918 et de 1939-1945[51].

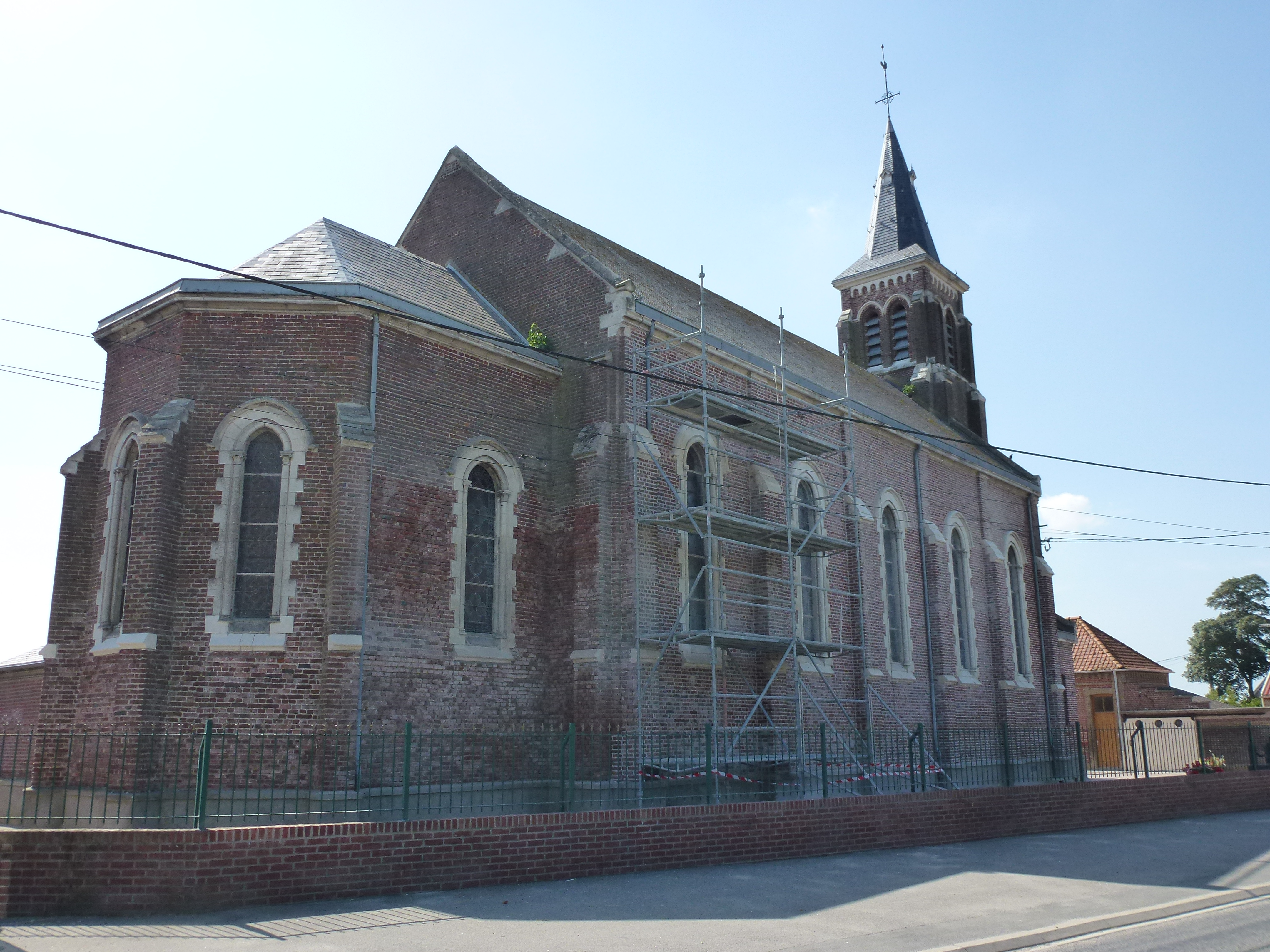
L'église Saint-Omer.

### Héraldique
| Blason de Saint-Omer-Capelle | Blason  | D'argent au plan de fort de Rebut, avec ses quatre bastions et deux demi-lunes en flancs, de sable, à la crosse d'azur brochante; au chef vairé d'azur et d'or de quatre tires. |
| Blason de Saint-Omer-Capelle | Détails | Adopté par la municipalité le 5 juillet 1985. |

## Pour approfondir

#### Bases de données, dictionnaires et encyclopédies
- Ressources relatives à la géographie :   - Insee (communes)
  - Ldh/EHESS/Cassini
- Ressource relative à plusieurs domaines :   - Annuaire du service public français
- Notices d'autorité :   - BnF (données)